# Zala (fiume)
Lo Zala è un fiume dell'Ungheria occidentale affluente del Lago Balaton, è lungo 138 km.

## Geografia
Il fiume nasce presso il paese di Szalafő sulle colline del parco di Őrség al confine fra Ungheria-Austria-Slovenia, quindi scorre da est verso ovest nelle province di Vas e di Zala dove attraversa le città di: Őriszentpéter, Zalalövő, Zalaegerszeg. Dopo Zalaegerszeg il fiume devia verso nord, poi giunto presso il paese di Zalabér inverte il suo corso e si dirige verso sud fino ad immettersi nella zona paludosa del Kis-Balaton (piccolo Balaton). Qui si immette nel laghetto di Hídvéger prima ed in quello di Feneker poi, da cui esce per fluire nel lago Balaton a sud di Keszthely.
Il fiume Zala, pur essendo uno dei più piccoli fiumi dell'Ungheria, deve la sua importanza proprio al fatto di essere l'unico affluente significativo del Balaton.